# Лос Берос (Калифорнија)
Лос Берос (енгл. Los Berros) насељено је место без административног статуса у америчкој савезној држави Калифорнија.

## Демографија
По попису из 2010. године број становника је 641.
| Група             | 2000.    | 2010.       |
| Белци             | 0 (0,0%) | 438 (68,3%) |
| Афроамериканци    | 0 (0,0%) | 4 (0,6%)    |
| Азијати           | 0 (0,0%) | 12 (1,9%)   |
| Хиспаноамериканци | 0 (0,0%) | 153 (23,9%) |
| Укупно            | 0        | 641         |